# Opening the Mind and Generating a Good Heart
Az Opening the Mind and Generating a Good Heart (magyarul: A tudat megnyitása és jó szív fejlesztése) a 14. dalai láma, Tendzin Gyaco Dharamszalában tartott egyik beszédének a fordítása. A magas rangú tibeti láma beszédének fordítói Tsepak Rigzin és Jeremy Russell voltak.
A könyvnek nem jelent meg magyar nyelvű kiadása.

## Tartalma
Az első rész, a „tudat megnyitása” a buddhista tanítások tömör összefoglalása, amely a vallásos gyakorlás fontosságára hívja fel a figyelmet. A magyarázat végig halad a kétszintű igazság bemutatásán, majd rátér az erkölcs hármas gyakorlatára, a meditációs stabilizálásra és a bölcsességre, végül leírja a buddhaság elérésének eredményét. A második rész, a „jó szív fejlesztése” a mások felé gyakorolt kedvességről szól, amely Buddha tanításainak egyik lényeges alkotóeleme. Ebben a részben praktikus tanácsok szerepelnek, miképp építhetők be jótékonyan a gyakorlatok az ember mindennapi életébe.